# Jin Sun-yu
Jin Sun-yu (em coreano:  진선유; (Daegu, 17 de dezembro de 1988) é uma patinadora sul-coreana. Hyun-Soo conquistou três medalhas de ouro nos Jogos Olímpicos de Inverno de 2006 em Turim.